# Dorm Daze 2
Dorm Daze 2 is een Amerikaanse filmkomedie en klucht uit 2006 die geregisseerd is door de broers David en Scott Hillenbrand. Het is een sequel van National Lampoon Presents Dorm Daze uit 2003. Nagenoeg dezelfde cast verschijnt in dit deel. De rol van Randy Spelling, Foosball, is overgenomen door Justin Whalin.
De film is opgenomen op de Queen Mary die in de haven van Long Beach ligt.

## Verhaal
De groep van Billingson Universiteit brengt een weekend door op een cruise-schip waar ze les krijgen en er een competitie is voor een schooltoneelstuk. Ook draait het om de jacht van de gestolen diamant de Pharohs Heart die Professor Cavendish (Charles Shaughnessy) op een zwarte markt wil verkopen. Voor hij dat kan doen wordt hij vermoord en raakt de diamant kwijt. Booker (Chris Owen) probeert over zijn stukgelopen relatie met Rachel (Gable Carr) heen te komen, maar dat gaat lastig omdat zij ook op het schip zit. Newmar (Tony Denman) wil graag seks met zijn preutse christelijke vriendin Violet (Vida Guerra). 
Drugsgebruikers Pete (Patrick Cavanaugh) en Wang (Paul H. Kim) zijn op zoek naar drugs op de zwarte markt maar kopen een aap, Choo Choo. Ook is Pete in een strijd verwikkeld met Gerri (Marieh Delfino) voor een collegefonds. Rusty (Oren Skoog) probeert seks te hebben op de boot en zijn kans op succes stijgt als hij ontdekt dat de vrouw van de kapitein, mevrouw Bunkley (Jasmin St. Claire) een pornoster is, en met bijna elke man op de boot een affaire heeft.
Vriendinnen Lynne (Jennifer Lyons) en Marla (Danielle Fishel) denken dat ze misschien verliefd op elkaar zijn, maar zijn meer geïnteresseerd in de diamant. Cliff (James DeBello) verschijnt ook aan boord als piraten-ober. Voor het toneelstuk wordt geregisseerd door Robin (China Shavers) en wordt geholpen door Foosball (Justin Whalin), maar ze krijgt het lastig als blijkt dat Dante (Nicolas Shake) haar blijft achtervolgen. Het toneelstuk lijkt in het honderd te lopen als blijkt dat Stukas (Kip Martin) tijdens het toneelstuk wordt vermoord en de echte diamant als rekwisiet wordt gebruikt.

## Rolverdeling
- Gable Carr als Rachel Hubber
- Patrick Cavanaugh als Pete Hanson
- Marieh Delfino als Gerri Farber
- Tony Denman als Newmar
- Jennifer Lyons als Lynne
- Danielle Fishel als Marla
- Vida Guerra als Violet
- Paul H. Kim als Wang
- Kip Martin als Stukas
- Chris Owen als Booker McFee
- Richard Riehle als Kapitein Bunkley
- Nicolas Shake als Dante
- China Shavers als Robin Daniels
- Charles Shaughnessy als Professor Rex Cavendish
- Oren Skoog als Rusty Daugerdaus
- Justin Whalin als Foosball
- Jasmin St. Claire als Mevrouw Bunkley/Summer Solstice
- Kinna McInroe als Olga
- James DeBello als Cliff Richards
- Larry Drake als Dean Dryer

## Vervolg
In 2009 kwam er een vervolg uit, Transylmania. In deze film verschijnt een deel van de cast die een semester in Roemenië gaan studeren en daar in aanraking komen met vampieren.